# ARL4C
ARL4C (англ. ADP ribosylation factor like GTPase 4C) – білок, який кодується однойменним геном, розташованим у людей на 2-й хромосомі. Довжина поліпептидного ланцюга білка становить 192 амінокислот, а молекулярна маса — 21 487.
| 10         |  | 20         |  | 30         |  | 40         |  | 50         |
| ---------- |  | ---------- |  | ---------- |  | ---------- |  | ---------- |
| MGNISSNISA |  | FQSLHIVMLG |  | LDSAGKTTVL |  | YRLKFNEFVN |  | TVPTIGFNTE |
| KIKLSNGTAK |  | GISCHFWDVG |  | GQEKLRPLWK |  | SYSRCTDGII |  | YVVDSVDVDR |
| LEEAKTELHK |  | VTKFAENQGT |  | PLLVIANKQD |  | LPKSLPVAEI |  | EKQLALHELI |
| PATTYHVQPA |  | CAIIGEGLTE |  | GMDKLYEMIL |  | KRRKSLKQKK |  | KR         |

A: Аланін

C: Цистеїн

D: Аспарагінова кислота

E: Глутамінова кислота

F: Фенілаланін

G: Гліцин

H: Гістидин

I: Ізолейцин

K: Лізин

L: Лейцин

M: Метіонін

N: Аспарагін

P: Пролін

Q: Глутамін

R: Аргінін

S: Серин

T: Треонін

V: Валін

W: Триптофан

Задіяний у таких біологічних процесах, як транспорт, альтернативний сплайсинг. 
Білок має сайт для зв'язування з нуклеотидами, ГТФ. 
Локалізований у клітинній мембрані, цитоплазмі, мембрані, клітинних відростках.